# Бану Алкан
Бану́ Алка́н (тур. Banu Alkan, имя при рождении — Лиз Рёмка Ребро́ня, род. 1 апреля 1958, Дубровник) — турецкая актриса хорватского происхождения, прозванная «Афродитой», оказавшая большое влияние на турецкую поп-культуру и живопись. Турецкая газета Sabah назвала актрису «Афродитой турецкого кино», а газета Hürriyet — «иконой поп-культуры 80-х».

## Биография
Лиз — пятый ребёнок, родившийся в семье плотника в хорватском городе Дубровник в Югославии.
В восьмилетнем возрасте (в 1966 году) девочка переехала с семьёй в турецкий город Эдремит в провинции Балыкесир.
Актриса сыграла первую большую роль в картине 1976 года «Таксист» (тур. Taksi Şoförü) режиссёра Шерифа Гёрена.
Бану Алкан вышла замуж за Гурбюза Ханифа (тур. Gürbüz Hanif), с которым прожила 15 лет вплоть до его смерти.
Актриса владеет коллекцией картин турецкого художника Фикрета Муаллы, умершего 20 июля 1967 года. Картины достались ей от покойного мужа, и время от времени она продаёт их на аукционах.
Современный турецкий художник Омер Улуч (тур. Ömer Uluç) написал серию картин с «иконами» турецкой популярной культуры, среди которых картины «Бану Алкан» и «Аху Тугба». Художник выставил их в галерее Maçka, и когда актриса увидела картину, она воскликнула: «Это не похоже на меня!», — на что присутствовавший при этом художник ответил: «Верно, это картина, а не вы».

## Фильмография
- Восстание (Isyan, 1975) — Müjde
- Таксист (1976)
- Гнездо скорпиона (1977)
- Стреляй в меня, убей меня (1980)
- Плачь мне в глаза (1981)
- Книга грехов (1981)
- Женщина ночи (1983)
- Женщина с улицы (1984)
- Бешеное солнце (1984)
- Убийцы тоже плачут (1985)
- Желание (1985)
- Голубое путешествие (1986)
- Я люблю (1986)
- Афродита (1987)
- Горячее, чем солнце (Желтое солнце) (1987)
- Жизнь (1988)
- Дикий и красивый (1989)
- Жизнь Афродиты Бану Алкан (2000)
- Цветные миры (2000) — сериал
- Высушите соль (2001) — сериал
- Людо (2005) — сериал
- Афродита (2010) — Короткометражный фильм

## Дискография
- Afrodit — Neremi? (1998)
- Dansa Kaldır (Давай потанцуем) (2000)
- Beyaz Orkide (Белая орхидея) (2005)
- Best of 2011 Remix (2011)
- Aşk Yap Benimle (Занимайтесь со мной любовью)

## Награды
- 2014 — премия «Зелёная среда» в номинации «Самая красивая женщина турецкого кино»[4].
- 2015 — Золотая пальмовая ветвь Мерсина[5].
- 2015 — награда Ассоциации культурной солидарности Мерсина за вклад в программу гендерного равенства в образовании «Девочки читают»[6].